# Fromage de La Serena
Le fromage de  La Serena, queso de  La Serena ou torta de  La Serena, est un fromage espagnol fabriqué dans le comarque de La Serena, à l'est de la province de Badajoz, en Estrémadure. Il s'agit d'un fromage à pâte molle au lait cru de brebis mérinos. Il bénéficie d'une appellation d'origine protégée depuis 1996.

## Description
Le fromage de  La Serena est un fromage à pâte molle se présentant sous forme de disques d'un diamètre allant de 10 cm à 28 cm, de 4 cm à 8 cm de hauteur et pesant de 750 g à 2 kg. Les faces du fromage sont plates et sa tranche est bombée.
Il a une teneur en matière grasse d'au moins 50% sur extrait sec et une teneur en protéines d'au moins 35% sur extrait sec. L'extrait sec doit représenter au moins 50% du poids du fromage. Il a un pH compris entre 5,2 et 5,9.

## Fabrication
Le lait doit provenir de brebis de race Mérinos élevées dans 21 communes de l'est de la provinces de Badajoz: Benquerencia de la Serena, Cabeza del Buey, Campanario, Capilla, Castuera, Esparragosa de la Serena, Esparragosa de Lares, Garlitos, Higuera de la Serena, La Coronada, La Haba, Magacela, Malpartida de la Serena, Monterrubio de la Serena, Peñalsordo, Quintana de la Serena, Risco, Santi-Spiritus, Valle de la Serena, Zalamea de la Serena, et Zarza Capilla.
La caillage du lait est effectué à l'aide d'une présure végétale issue de fleurs séchées de Cynara cardunculus, en dessous de 30°C. Cette température relativement basse et le faible pouvoir coagulant de la présure utilisée font que le temps de caillage est assez long et le caillé obtenu plutôt tendre. Cela conduit à un fromage avec une texture plutôt tendre.

## Histoire
Il est fait référence à la production de fromage dans la région dès les XVIe et XVIIe siècles à travers les taxes que devaient payer les éleveurs. À la fin du XVIIIe siècle, Antonio Agúndez évoque un fromage de brebis de  La Serena dans Viahe a  La Serena.
Le fromage de  La Serena est protégé en Espagne par une denominacion de origen en 1993, puis à l'échelle européenne par une appellation d'origine protégée en 1996.